# 健康保険組合
健康保険組合（けんこうほけんくみあい、Society-Managed Health Insurance）は、健康保険法に基づき国が行う被用者医療保険事業を代行する公法人である。略称：健保（けんぽ）。
監督官庁は厚生労働省の地方支部局である地方厚生（支）局。上部組織として健康保険組合連合会がある。連合会に加盟する健保組合の数は、2018年（平成30年）4月現在、1,389組合にのぼる。
| 公費負担医療給付                      | 公費負担医療給付                  | 公費負担医療給付   | 3兆1222億円（007.3%）  |
| 後期高齢者医療給付                    | 後期高齢者医療給付                | 後期高齢者医療給付 | 15兆2868億円（035.3%） |
| 医療保険等給付 19兆3653億円 （45.1%） | 被用者保険 10兆2934億円 （24.0%） | 協会けんぽ         | 5兆7040億円（013.3%）  |
| 医療保険等給付 19兆3653億円 （45.1%） | 被用者保険 10兆2934億円 （24.0%） | 健康保険組合       | 3兆5259億円（008.2%）  |
| 医療保険等給付 19兆3653億円 （45.1%） | 被用者保険 10兆2934億円 （24.0%） | 船員保険           | 184億円（000.0%）      |
| 医療保険等給付 19兆3653億円 （45.1%） | 被用者保険 10兆2934億円 （24.0%） | 共済組合           | 1兆0450億円（002.4%）  |
| 医療保険等給付 19兆3653億円 （45.1%） | 国民健康保険                      | 国民健康保険       | 8兆7628億円（020.4%）  |
| 医療保険等給付 19兆3653億円 （45.1%） | その他労災など                    | その他労災など     | 3091億円（000.7%）     |
| 患者等負担                            | 患者等負担                        | 患者等負担         | 5兆1922億円（012.2%）  |
| 総額                                  | 総額                              | 総額               | 42兆9665億円（100.0%） |

## 目的
| 保険者                                  | 加入者数  | 加入者数  | 加入者数  | 組合数   |
| 保険者                                  | 加入者計  | 本人      | 家族      | 組合数   |
| --------------------------------------- | --------- | --------- | --------- | -------- |
| 全国健康保険協会 (日雇特例被保険者以外) | 34877千人 | 19631千人 | 15246千人 | N/A      |
| 全国健康保険協会 (日雇特例被保険者)     | 18千人    | 12千人    | 6千人     | N/A      |
| 健康保険組合                            | 29504千人 | 15533千人 | 13951千人 | 1443組合 |

健康保険法については、以下では条数のみ記す。
「健康保険の保険者は、全国健康保険協会及び健康保険組合とする」と定められ（第4条）、これに基づき、健康保険組合は、その組合員たる適用事業所の事業主、その適用事業所に使用される被保険者、及び任意継続被保険者で構成される（第8条）。特定健康保険組合の場合は、さらに特例退職被保険者が含まれる。
健康保険組合で行っている被用者保険制度を、組合管掌健康保険（通称：組合健保）という。主に大手企業やそのグループ企業の社員が加入している。生活習慣病など疾病予防の活動を積極的に行い、従業員等の健康増進とともに医療費や保険料を抑えることができるという、スケール・メリットを生かした活動が期待されている。
単一型健康保険組合
健保組合を企業が単独で設立する形式。被保険者要件は常時700人以上。
総合型健康保険組合
同業種の複数の企業が共同で設立する形式。被保険者要件は常時3000人以上。
上部組織として総合健康保険組合協議会がある（根拠法令なき任意団体）。
地域型健康保険組合
同一都道府県内に展開する健保組合が合併した場合の形式（附則第3条の2）。
2006年（平成18年）の法改正により新たに設けられた。小規模・財政窮迫組合の再編・統合を目的とし、安定した保険運営の困難な組合の受け皿として設立される。同一都道府県に複数設立されることもあり得る。
- 健保組合が分割によって設立される場合は、そのいずれも人数要件を満たさなければならない。

これに対し、現在、全国健康保険協会で行っている被用者保険制度は、全国健康保険協会管掌健康保険（通称：協会けんぽ）といい、2008年（平成20年）9月30日までは国（社会保険庁）が政府管掌健康保険（通称：政管健保）として運営していた。

## 設立
|            | 設立 | 解散 | 合併消滅 | 増減 |
| ---------- | ---- | ---- | -------- | ---- |
| 平成21年度 | 6    | 23   | 7        | ▲24  |
| 平成22年度 | 5    | 10   | 10       | ▲15  |
| 平成23年度 | 4    | 7    | 12       | ▲15  |
| 平成24年度 | 3    | 1    | 14       | ▲12  |
| 平成25年度 | 10   | 12   | 10       | ▲12  |
| 平成26年度 | 6    | 5    | 11       | ▲10  |
| 平成27年度 | 3    | 4    | 5        | ▲4   |
| 平成28年度 | 7    | 7    | 4        | ▲6   |

適用事業所の事業主が健康保険組合を設立しようとするときは、適用事業所に使用される被保険者の2分の1以上の同意を得て規約を作り、厚生労働大臣の認可を受けなければならない（第12条1項）。共同設立の場合は全事業主の同意を得たうえで2分の1以上の同意を各事業所について得なければならない（第12条2項）。また、厚生労働大臣は、1又は2以上の強制適用事業所について常時政令で定める数以上の被保険者を使用する事業主に対し健康保険組合の設立を命ずることができる（第14条1項。なお「常時政令で定める数」の当該政令は未制定）。事業主がこの命令に従わなかった場合は、その手続の遅延した期間、その負担すべき保険料額の2倍位相当額以下の過料に処する。健康保険組合は、設立の認可を受けたときに成立する（第15条）。健康保険組合が事業所を増加・減少させるときも同様の手続きが必要である（第25条）。
健康保険組合が設立された適用事業所の事業主及びその事業所に使用される被保険者は、たとえ設立に同意しなかった被保険者であっても当該健康保険組合の組合員になる（第17条1項）。事業所に使用されなくなったときでも、任意継続被保険者であるときは、なお当該健康保険組合の組合員となる（第17条2項）。なお、日雇特例被保険者は、健康保険組合のある事業所に使用される場合であっても、組合員となることはできない。
健康保険組合の設立には厚生労働省が定める設立認可基準（昭和60年4月30日保発第44号）に適合し、将来にわたって安定した事業運営が見込まれることが必要であり、その審査は厳格である。実際には設立作業にあたり労使が協力して長期にわたり地方厚生局と相談しながら提出する資料やデータを作成し関係者間の調整を図っていく体制づくりが必要となる。最終的に認可基準に適合すると認められる者のみが認可申請に進む手法が慣例となっている。このため、セレモニーたる申請が却下された事例は一度もない。
健康保険組合が組織されている事業所に日雇特例被保険者が就労する場合、その組合は日雇拠出金を厚生労働大臣に納付しなければならない。その額は1年度の日雇特例被保険者に係る支出総額から収入総額を除いたものを、同年度のその組合ごとの就労日数で按分して算出する。つまり日雇特例被保険者に係る費用は使用実績に応じた負担となるのである。納期限は毎年9月30日と3月31日である。

## 組織
健康保険組合には、役員として理事長1名、及び理事、監事が置かれ（第21条、第22条）、理事会が健康保険組合の執行機関となる（第7条の9）。
議決機関として組合会が置かれ（第20条）、理事長は、毎年度1回通常組合会を招集しなければならない。また理事長は組合会議員の定数の3分の1以上の者が付議事項及びその理由を記した書面により組合会の招集を請求されたときは、その請求のあった時から20日以内に組合会を招集しなければならない。なお組合員議員の定数は偶数とし、その選定については、半数は設立事業所に使用される者から、もう半数は組合員の互選により選出する（第18条3項）。組合員議員の任期は3年を超えない範囲内で規約で定める（施行令第6条）。以下の事項については組合会の議決を経なければならない。
- 規約の変更（軽微な事項を除き、厚生労働大臣の認可が必要）
- 収入支出の予算（予算に定めた各項の金額を相互に流用する場合を含む）
- 事業報告及び決算
- 組合の合併・分割、解散（組合会議員の定数の4分の3以上の多数で議決し、厚生労働大臣の認可が必要）
- 特定健康保険組合の認可・認可の取消を受けようとするとき（組合会議員の定数の3分の2以上の多数で議決し、厚生労働大臣の認可が必要）
- その他規約で定める事項

健康保険組合は、毎年度、収入支出の予算を作成し、当該年度の開始前に厚生労働大臣に届出なければならない。また、毎年度終了後6月以内に、事業及び決算に関する報告書を作成し、厚生労働大臣に提出しなければならない（施行令第16条、第24条）。報告書作成については協会けんぽのような大臣認可・承認は必要とされていない。健康保険組合が重要な財産を処分しようとするときは、厚生労働大臣の認可を受けなければならない（施行令第23条）。健康保険組合は毎月の事業状況を翌月20日までに管轄地方厚生局長等に報告しなければならない。
健康保険事業の収支が均衡しない健康保険組合（財政窮迫組合）であって、厚生労働大臣の指定を受けたものは、その財政の健全化に関する計画（指定日の属する年度の翌年度を初年度とする3年間の計画）を定め、厚生労働大臣の承認を受けなければならない。当該承認を受けた健康保険組合は、当該承認に係る健全化計画に従い、その事業を行わなければならない（指定健康保険組合、第28条）。健全化計画を変更する場合も同様である。厚生労働大臣は、指定年度の前3ヶ年度の経常収支決算が赤字であり、かつ以下のいずれかを満たした場合にその組合を指定するものとされる。
- 3ヶ年度連続して法定給付等に要する保険料率が9.5%以上かつ指定年度の前年度の積立金水準が3ヶ月未満
- 被保険者数が設立基準未満

健康保険事業における事務費は、予算の範囲内において全額が国庫負担とされるので（第151条）、健康保険組合に対して国庫負担金が交付される（第152条）。この国庫負担金は、各健康保険組合における被保険者数を基準として、厚生労働大臣が算定する。いっぽう、協会けんぽに対して行われる、保険給付や後期高齢者支援金などの国庫補助は、健康保険組合に対しては行われない。
健康保険組合は、毎事業年度末において、以下の合計額を剰余金のうちから準備金として積み立てなければならない。そして、この準備金は、保険給付に要する費用の不足を補う場合を除いては取り崩すことができない。支払上現金に不足が生じて準備金を使用・一時借入をした場合は、当該会計年度内に返還しなければならない。
- 当該事業年度及びその直前の2事業年度内において行った保険給付に要した費用の額の、1事業年度あたりの平均額の12分の3（平成27年の改正により、当分の間は12分の2とされる）に相当する額
- 当該事業年度及びその直前の2事業年度内において行った前期高齢者納付金等、後期高齢者支援金等、日雇拠出金及び退職者給付拠出金並びに介護納付金の納付に要した費用の額（前期高齢者交付金がある場合はこれを控除した額）の、1事業年度あたりの平均額の12分の1に相当する額

### 解散
健康保険組合は、以下のいずれかの理由により解散する（第26条1項）。
- 組合会議員の定数の4分の3以上の多数による組合会の議決（厚生労働大臣の認可が必要）
- 健康保険組合の事業の継続の不能（厚生労働大臣の認可が必要）
- 厚生労働大臣の解散命令（以下の場合に命ずることができるとされる）
  - 健康保険組合がその事業もしくは財産の管理もしくは執行について違反の是正又は改善のための必要な措置を採るべき旨の命令に違反したとき
  - 指定健康保険組合が健全化計画に従いその事業を行わなければならない旨の規定に違反したとき
  - 指定健康保険組合が厚生労働大臣による健全化計画の変更の求めに応じないとき
  - その他政令で定める指定健康保険組合の事業もしくは財産の状況によりその事業の継続が困難であると認めるとき

健康保険組合が解散する場合において、その財産をもって債務を完済することができないときは、当該健康保険組合は、設立事業所の事業主に対し、当該債務を完済するために要する費用の全部に相当する額の負担を求めることができる（第26条3項）。この場合、当該事業主が破産決定手続きの開始その他特別の理由により、当該事業主が当該費用を負担することができないときは、健康保険組合は厚生労働大臣の承認を得て、これを減額し、又は免除することができる。
解散により消滅した健康保険組合の権利義務は、全国健康保険協会が承継するので（第26条4項）、解散後の組合員たる被保険者は、協会けんぽの被保険者となる。

## 健康保険組合連合会
健康保険組合は、共同してその目的を達するため、健康保険組合連合会（健保連）を設立することができる（第184条）。また、厚生労働大臣は、健康保険組合に対し、組合員である被保険者の共同の福祉を増進するため必要があると認めるときは、健保連に加入することを命ずることができる（第185条）。
健保連は、組合間の財源の不均衡を調整するため、会員たる組合に対し交付金の交付の事業を行う。なお、組合は健保連に対し拠出金を供出し、事業主・被保険者は拠出に要する費用に充てるために調整保険料を負担する。

## 組合の特則規定
健康保険組合は、従業員やその家族である被保険者や被扶養者の利益・福利厚生の充実を図ることを目的に設立するものである。そのため、協会けんぽでは認められていない組合独自のサービス等が認められている。
- 保険料の負担割合は、協会けんぽでは労使折半が原則であるが（第161条）、組合健保では規約で定めるところにより事業主の負担割合を増加させることができる（第162条）。
  - ただし、被保険者の負担割合をゼロとすることは適当ではない（昭和25年6月21日保文発1418号）。
  - 事業主の負担割合を増加させた場合、その増加割合相当額は、健康保険法上の「報酬」とはされない。
- 医療機関の窓口で支払う負担金（一部負担金）は、協会けんぽでは原則3割負担であるが、組合指定の病院等では規約により一部負担金の減額・不徴収が行える。また、組合直営の病院等では一部負担金を徴収しない（規約により法定の負担割合の範囲内で徴収する旨を定めることはできる）（第84条）。
- 健康保険法で定める保険給付に併せて、規約で定めるところにより、付加給付を行うことができる（第53条）。具体的には、出産手当金、出産育児一時金、傷病手当金、埋葬料、高額療養費等の支給額の上乗せや支給期間の延長などを定めている健康保険組合が多い。
  - 付加給付は、保険給付の一部であり、かつ、法定給付に併せ行わるべきものである（昭和32年2月1日保発3号、昭和35年11月7日保発70号）。したがって、災害見舞金、家族付添補給金、栄養補給金[9]、出産の際の産衣の支給等、保険事故と関係がない、あるいは保険給付を補完・拡充するものとはいえない付加給付を行うことは認められない。また被保険者期間等により支給額若しくは支給期間に差を生ずるもの、特定の医療機関に受診した場合に限り支給するもの、又はこれらに類する受給の機会均等を害するおそれのあるものは認められず、被保険者資格を喪失した者を対象とするものも認められない。
- 厚生労働大臣の承認を受けた健康保険組合（承認健康保険組合）においては、規約で定めることにより、標準報酬定率制の介護保険料額に代えて、所得段階別定額制の介護保険料額を採用することができる（特別介護保険料額、附則第8条）。この特別介護保険料額は、各年度における当該組合の特別介護保険料額の総額と、当該組合が納付すべき介護納付金とが等しくなるよう、規約で定める。
- 組合を設立する事業主は、当該組合にその使用する国民年金第2号被保険者の被扶養配偶者である国民年金第3号被保険者の届出の経由に係る事務の一部を委託することができる（国民年金法第12条8項）。
  - 通常この届出は事業主経由ですることとされているが、この規定により、一般的には健康保険組合を有する事業場においては年金事務は健康保険組合が行っている。

なお、健康保険組合の場合は、被保険者本人が介護保険第2号被保険者でない場合であっても、当該被保険者に介護保険第2号被保険者である被扶養者がある場合には、規約で定めることにより、当該被保険者に介護保険料額の負担を求めることができる（特定被保険者、附則第7条）。

## 課題

### 財政問題
平成27年度 健保組合決算見込
健康保険組合連合会によると、平成30年度は赤字組合は866組合で、全組合の6割を超える。組合合計の赤字額は▲1,381億円の見込みとされる。義務的経費（法定保険給付および支援金・納付金等）について、保険料収入で賄えていない組合は351組合あり、連合会の調査に回答した組合の25.6%を占めた。
2018年（平成30年）3月1日時点での平均保険料率は9.215%（調整保険料率含む）で、平均保険料率の増加は11年連続である。料率を引き上げた組合は172組合（回答組合の12.5%）で、平均引き上げ料率は0.622%（8.792%→9.414%）である。協会けんぽの平均保険料率（10.00%）以上の組合は、313 組合（回答組合の22.8%）にのぼる。
これらの要因として、被保険者数の増加が保険料収入増加の最も大きな要因となったものの、被保険者1人当たり額は486,042円で、前年度比3,084円、0.64％増加し、後期高齢者医療制度施行前の平成19年度と比べると102,430 円、26.70％増加し、「拠出金負担が組合財政を圧迫している状況に変わりはない」「今後、団塊世代の高齢化（75歳への到達）が進めば、より重い負担となることは確実である」としている。

### 健保組合の解散
後期高齢者医療制度への負担金で、保険料率が10％を超えると、保険金負担の重さから解散する組合が出て、多数の加入者が、中小企業の社員らが加入する協会けんぽに移れば、国費負担増加に拍車がかかる。全国健康保険協会理事長の安藤伸樹も2018年に「高齢者医療費の負担が大きく、現役世代の負担が限界であることを改めて示している」と指摘している。
- セイノーホールディングス傘下の西濃運輸などで構成される西濃運輸健康保険組合（加入者57,000人）が後期高齢者医療負担金に耐えられず、2008年8月1日付けで解散し、協会けんぽに移行した[13]。この西濃運輸健康保険組合は、各地に保有していた保養施設等を売却することなく解散したため、実質的な不良債権を協会けんぽが引き継ぐ事態となった（第26条により、解散により消滅した健康保険組合の権利義務は、協会けんぽが引き継ぐことになる）。
- 名古屋市の職員健保は、高齢者医療負担金の増加と職員減少により、2008年12月31日に解散し、地方公務員共済へ移行した[14]。
- 株式会社京樽の健保組合は、高齢者医療負担金の増加により、保険料率を10%以上引き上げる試算となったため、2008年に解散し、協会けんぽに移行した[15]。
- 新潟運輸健保組合は、高齢者医療負担金と加入者給付の増加により2009年に解散し、協会けんぽに移行した[16]。
- 派遣労働者とその家族の約51万人が加入する、日本第2位の規模である健康保険組合「人材派遣健康保険組合」が、2018年（平成30年）9月21日に組合会を開き、高齢者医療負担金の増加と財政悪化を理由に、2019年（平成31年）4月1日付で、健保組合を解散することを決めた[17]。2008年の協会けんぽ発足以来、最多の移行者数となる。

2009年のOECD報告では、小規模の健保組合が多数存在する状況であるため、保険者の効率性を高めるために保険者を統合し総数を減らすよう勧告している。
2015年5月27日の参議院本会議で成立した「医療保険制度改革関連法」による医療保険制度改革等の一環として、被用者保険者の後期高齢者支援金について、より負担能力に応じた負担とする観点から、総報酬割部分を2015年（平成27年）度に1⁄2、2016年（平成28年）度に2⁄3に引き上げ、2017年（平成29年）度から全面総報酬割を実施することとなった。
併せて全面総報酬割の実施時に、前期財政調整における前期高齢者に係る後期高齢者支援金について、前期高齢者加入率を加味した調整方法に見直すこととされ、前期高齢者負担金の負担軽減を図ることとなった。もっともこれは、被保険者の標準報酬平均の低い協会けんぽにとって、保険料を現状維持できる見込みが立つことになるが、大企業中心の健康保険組合にとっては、実質的な負担が増すことになる。